# كلينتون بلاك
كلينتون بلاك (بالإنجليزية: Clinton Black)‏ هو لاعب كرة قدم أمريكية أمريكي، ولد في 3 أكتوبر 1894 في نيويورك في الولايات المتحدة، وتوفي في 8 أكتوبر 1963.